# Australian Inventory of Chemical Substances
Das Australian Inventory of Chemical Substances (AICS) (Australisches Chemikalien-Inventar) entspricht dem europäischen Chemikalienverzeichnis EINECS (inklusive ELINCS und NLP).
In Australien verwendete oder eingeführte chemische Substanzen müssen im AICS enthalten sein.
Das AICS gehört zum NICNAS (National Industrial Chemicals Notification and Assessment Scheme), welches die gesetzliche Basis für die Registrierung und Beurteilung von industriellen Chemikalien in Australien darstellt.
Zuständig für diesen Bereich in der australischen Regierung ist die NOHSC (National Occupational Health and Safety Commission).